# Mödling (distrikt)
Mödling  är ett distrikt (Bezirk) i det österrikiska  förbundslandet Niederösterreich, strax söder om Wien. Distriktet består av följande städer, köpingar och övriga kommuner:

Kommunerna i distriktet Mödling

Stad
- Mödling

Köpingar
- Biedermannsdorf
- Breitenfurt bei Wien
- Brunn am Gebirge
- Gumpoldskirchen
- Guntramsdorf
- Hinterbrühl
- Kaltenleutgeben
- Laxenburg
- Maria Enzersdorf
- Perchtoldsdorf
- Vösendorf
- Wiener Neudorf

Landskommuner
- Achau
- Gaaden
- Gießhübl
- Hennersdorf
- Laab im Walde
- Münchendorf
- Wienerwald